# Bergnerzell
Bergnerzell ist ein Gemeindeteil der Stadt Feuchtwangen im Landkreis Ansbach (Mittelfranken, Bayern). Bergnerzell liegt in der Gemarkung Mosbach.

## Geographie
Das Dorf liegt am Westufer der Wörnitz und an der Ampfrach, die 0,25 km südlich des Ortes als rechter Zufluss in die Wörnitz mündet. Im Norden und Westen schließt sich eine leicht hügelige Ebene mit Gründland und Ackerland an. 0,5 km östlich befindet sich der bewaldete Schloßberg (513 m ü. NHN), eine Erhebung der Sulzachrandhöhen und ein Teil der Frankenhöhe. Die Staatsstraße 2222 führt nach Unterampfrach (2,2 km westlich) bzw. nach Reichenbach zur Staatsstraße 1066 (0,6 km südöstlich). Die Kreisstraße AN 5 führt nach Ungetsheim (2,1 km nördlich).

## Geschichte
Bergnerzell wurde wie die übrigen auf zell endenden Orte (Aichenzell, Leiperzell, Rammerzell und Seiderzell) vom Kloster Feuchtwangen angelegt und verwaltet. Da das Kloster 1197 in ein Säkularkanonikerstift umgewandelt wurde, muss die Gründung von Bergnerzell vor 1197 erfolgt sein. 
Der Ort lag im Fraischbezirk des ansbachischen Oberamtes Feuchtwangen. Im Jahr 1732 gab es 14 Anwesen. Grundherren waren das Stiftsverwalteramt Feuchtwangen als Oberamt (5 Güter), das Klosterverwalteramt Sulz (1 Hof, 2 Güter), das Kastenamt Feuchtwangen (1 Hof, 1 Halbhof, 1 Gut, 1 Haus; Pfarrei Mosbach: 1 Gut) und die Reichsstadt Dinkelsbühl (1 Gut). Bis zum Ende des Alten Reiches hatte sich an den Verhältnissen nichts geändert. Von 1797 bis 1808 unterstand der Ort dem Justiz- und Kammeramt Feuchtwangen.
Mit dem Gemeindeedikt (frühes 19. Jahrhundert) wurde Bergnerzell dem Steuerdistrikt und der Ruralgemeinde Mosbach zugeordnet. Im Zuge der Gebietsreform in Bayern wurde diese am 1. Januar 1972 in Feuchtwangen eingemeindet.

## Einwohnerentwicklung
| Jahr      | 001818 | 001840 | 001861 | 001871 | 001885 | 001900 | 001925 | 001950 | 001961 | 001970 | 001987 |
| Einwohner | 118    | 94     | 101    | 99     | 94     | 100    | 91     | 114    | 80     | 81     | 82     |
| Häuser    | 20     | 17     |        |        | 19     | 10     | 19     | 18     | 17     |        | 17     |
| Quelle    | [ 10 ] | [ 11 ] | [ 12 ] | [ 13 ] | [ 14 ] | [ 15 ] | [ 16 ] | [ 17 ] | [ 18 ] | [ 19 ] | [ 1 ]  |

## Bau- und Bodendenkmäler
- Burgstall Bergnerzell[20]

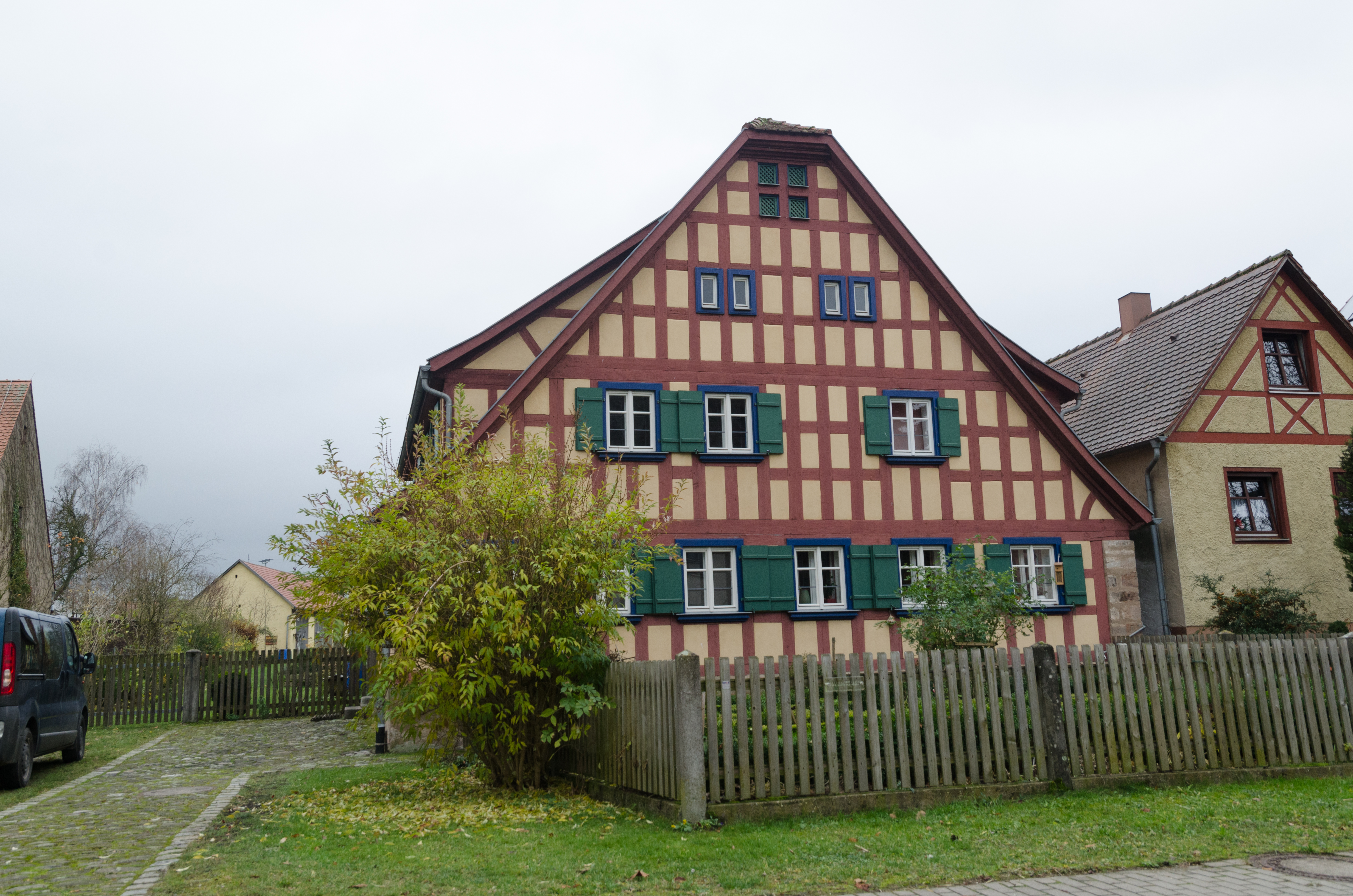
Haus Nr. 7

- Haus Nr. 7: Wohnstallhaus, eingeschossiges giebelständiges Gebäude mit Schopfwalmdach, Fachwerk, 1822[20]

## Religion
Der Ort ist seit der Reformation evangelisch-lutherisch geprägt und bis heute nach St. Michael (Mosbach) gepfarrt. Die Einwohner römisch-katholischer Konfession sind nach St. Ulrich und Afra (Feuchtwangen) gepfarrt.